# Balázs Péter (közgazdász)
Balázs Péter (Kecskemét, 1941. december 5. –) magyar közgazdász, diplomata, a Közép-európai Egyetem (CEU) Nemzetközi Tanulmányok és Európai Tanulmányok tanszékének egyetemi tanára. 2004-ben az első Magyarország által delegált biztos volt az Európai Bizottságban. 2009. április 16-ától 2010. május 29-éig a Bajnai-kormány külügyminisztere.

## Rendszerváltás előtti pályafutása
1959-ben érettségizett. A Marx Károly Közgazdaságtudományi Egyetemen 1963-ban szerzett közgazdász diplomát. Ezután 1969-ig az Elektroimpex üzletkötője volt, majd először a Külkereskedelmi Minisztériumban dolgozott, majd a Kereskedelmi Minisztérium munkatársa, később osztályvezetője és főosztályvezető-helyettese volt 1982-ig. Ekkor kinevezték Brüsszelbe, az Európai Közösségekhez kereskedelmi tanácsosnak, ahonnan 1987-ben tért haza. Ekkor ismét a Kereskedelmi Minisztériumba került, immár főosztályvezetőként.
2017-ben nyilvánosságra került, hogy brüsszeli kiküldetése alatt az MNVK 2. Csoportfőnökségének ügynöke volt és ilyen minőségében rendszeresen jelentett a kommunista katonai hírszerzés számára. Egy 1983-ban róla készült állambiztonsági jelentés szerint "a katonai társszerv felvette és márciustól intenzíven foglalkoztatja dr. Balázs Péter kereskedelmi tanácsos elvtársat. Ez az intenzitás abban nyilvánul meg, hogy Balázs elvtárs heti 2-3 alkalommal – a házon belül is konspirálva – felkeresi a katonai attasé hivatalt információi átadása céljából." Balázs Péter az ellene felhozott vádakat az ATV Egyenes Beszédének 2017. október 31-i adásában elismerte és úgy kommentálta: "adatokat rendszereztem, jelentettem, a hazámat szolgáltam, annak érdekében, hogy Magyarország közelebb kerüljön a nyugati partnerekhez, elsősorban az európai közösséghez".

## Rendszerváltás utáni pályafutása
A rendszerváltást követően a Nemzetközi Gazdasági Kapcsolatok Minisztériuma főosztályvezetője lett, majd 1992–93-ban az Ipari és Kereskedelmi Minisztérium közigazgatási államtitkára volt.
1993-ban koppenhágai nagykövetté, majd 1997-ben bonni, ill. a német főváros megváltozása után berlini nagykövetté nevezték ki. 2000-ben tért haza, ahol a Budapesti Közgazdaságtudományi Egyetem egyetemi tanárává nevezték ki, ahol előtte 1990-től címzetes egyetemi docens volt. Emellett 2000 és 2002 között a Magyar Szocialista Párt integrációs és külpolitikai kabinetjét vezette. 2002 és 2003 között a Külügyminisztérium integrációs és külgazdasági államtitkárságát vezette. Ezután Magyarország Európai Unióhoz kiküldött állandó képviselője volt nagyköveti rangban 2004-ig. Ilyen minőségében az Állandó Képviselők Tanácsa (Coreper) tagja is volt. 2004-ben, Magyarország EU-s csatlakozása után rövid ideig az Európai Bizottság regionális politikával foglalkozó biztosa volt a francia Michel Barnier-val közösen. Hazatérése után a Közép-európai Egyetem, valamint a Budapesti Corvinus Egyetem Európa Tanszékének egyetemi tanára lett. 2005-ben a Magyar Közgazdasági Társaság alelnökévé választották.
2009-ben a Bajnai Gordon miniszterelnök vezette kormányban külügyminiszterré nevezték ki. 2009 júniusában Hillary Clinton amerikai külügyminiszterrel találkozott Washingtonban.
A Magyar Tudományos Akadémia Nemzetközi Gazdasági és Fejlődéstani Bizottságának tagja volt. Egyetemi doktori címet szerzett, majd 1994-ben a közgazdaság-tudományok kandidátusa címet szerzett. 2000-ben habilitált, majd 2003-ban az MTA doktora lett.
2003 és 2007 között a Magyar Lótenyésztő és Lovas Szervezetek Szövetségének elnöke is volt.

## Családja
Elvált, három feleségétől öt leány- és egy fiúgyermeke született.

## Díjai, elismerései
- Pro Urbe Budapest (2005)
- A Magyar Köztársasági Érdemrend középkeresztje (2005)
- A francia Becsületrend lovagja (2007)
- A Magyar Közgazdasági Társaság által adományozott Közgazdász Életműdíj (2011)

## Főbb művei
- Külkereskedelmi és devizatechnika. Felsőfokú külkeresk. szakisk. 1.; Felsőfokú Külkereskedelmi Szakiskola, Budapest, 1969
- Bevezetés a külkereskedelembe; Külkereskedelmi Főiskola, Budapest, 1975
- Az Európai megállapodás végrehajtásának jogi és elméleti kérdései; szerk. Balázs Péter, Marc Maresceau; Országos Műszaki Információs Központ és Könyvtár, Budapest, 1995
- Az Európai Unió külkapcsolatai és Magyarország / Balázs Péter; statisztikus Szemlér Tamás; Közgazdasági Jogi, Budapest, 1996 (Európai integráció)
- Magyarország felkészülése az EU-tagságra; szerk. Balázs Péter, Marc Maresceau; OMIKK, Budapest, 1996
- Európai egyesülés és modernizáció (2001)
- Az Európai Unió külpolitikája és a magyar EU-kapcsolatok fejlődése (2002)
- Balázs Péter–Sztrilich András: Jogi szabályozás az egészségügyben. Főiskolai tankönyv; Semmelweis Egyetem Egészségügyi Főiskolai Kar, Budapest, 2003
- EU-költségvetés: kihívások és reformtervek; szerk. Balázs Péter, Szemlér Tamás; MTA Világgazdasági Kutatóintézet–Center for EU Enlargement Studies, Budapest, 2007
- Magyarország és Európa; Napvilág, Budapest, 2011 (20 év után)
- Ukraine at crossroads. Prospects of Ukraine's relations with the European Union and Hungary. Materials of the international conference "Where is Ukraine headed in the wake of the 2012 parliamentary elections?". November 14, 2012, Budapest; szerk. Balázs Péter, Szvitlana Mitrjajeva, Zákonyi Botond; Lira, Budapest–Uzsgorod, 2013
- Sectoral responses to a new world order. The European Union and its policies; szerk. Balázs Péter; Center for EU Enlargement Studies, Budapest, 2014
- A European Union with 36 members? Perspectives and risks; szerk. Balázs Péter; Center for EU Enlargement Studies, Budapest, 2014
- Europe's position in the new world order; szerk. Balázs Péter; Center for EU Enlargement Studies, Budapest, 2014